# Семизоров, Николай Фёдорович
Никола́й Фёдорович Семизо́ров (7 января 1924, Багаевская, Донская область — 7 сентября 1999, Тольятти, Самарская область) — советский строитель, руководитель Куйбышевгидростроя, Герой Социалистического Труда, почётный гражданин города Тольятти.

## Биография
Происходил из казачьей семьи, после революции отец стал школьным учителем.
В семилетнем возрасте Николай пошёл в Кудиновскую начальную школу, заведующим которой был отец. После нового назначения последнего в 1935 году продолжил учёбу в Мелеховской неполной средней школе, которую окончил в 1938 году.
В 1941 году Николай окончил школу № 3 в Новочеркасске, поступил в политехнический институт на строительный факультет. Параллельно с учёбой, с октября 1941 по февраль 1942 работал учителем начальных классов в школе № 12 Новочеркасска. С приближением фронта эвакуировался, но немецкое наступление в начале августа 1942 года отрезало путь эвакуации под Армавиром. Пять месяцев проживал на оккупированной территории. После освобождения призван в Красную Армию.
С января 1943 года Семизоров на фронте. Служил рядовым 9-го гвардейского полка 3-й гвардейской дивизии, затем в 387-й стрелковой дивизии, был избран комсоргом роты. Участвовал в боях за освобождение Новочеркасска, станицы Генеральской, Матвеева Кургана. Был ранен, лечился в госпитале в Баку, служил в 83-м запасном стрелковом полку 26-й запасной бригады командиром отделения учебного батальона. В феврале 1944 года комиссован по инвалидности.
Вернулся в родную станицу, где до сентября 1945 года работал ответственным секретарём районной газеты «Большевик Дона». В 1945 году Николай продолжил учёбу в институте по специальности «водоснабжение и канализация». Был членом научно-технического кружка, участвовал в научно-технических конференциях, выбран комсоргом группы, был членом редколлегии стенгазеты, членом литературной группы при газете «Знамя Коммуны». Учиться было сложно из-за тяжёлого материального положения, в семье помимо Николая было ещё двое детей, кроме того с ними же проживали племянника и бабушка, и доходов отца, школьного учителя, на всех не хватало. Как инвалид войны Николай получал дополнительное питание, с третьего курса получал повышенную стипендию, подрабатывал, сначала переплетал бухгалтерские документы, в 1948 году был направлен на строительство водозабора в соседний Аксае, заменял заболевшего старшего прораба, так, что даже был отчислен из института за прогулы, но добился восстановления. Однако средств всё равно не хватало, позднее Семизоров вспоминал, что пределом мечтаний было просто наесться, однако учился он преимущественно на хорошо и отлично. В 1950 году Семизоров окончил институт, получив квалификацию инженера-строителя. При распределении ему предлагали направления на север, однако он, как инвалид войны, перенесший тяжёлое воспаление лёгких, попросил о ином назначении. Был направлен в Калач-на-Дону, на строительство Волго-Донского канала, однако оттуда его перенаправили в Ставрополь (ныне Тольятти) на разворачивающееся строительство Куйбышевской ГЭС.

### Куйбышевгидрострой
С 6 августа 1950 года работал в Куйбышевгидрострое инженером производственно-технического отдела Ставропольского строительного района. Уже с 23 марта 1951 года Николай Семизоров работал главным инженером 2-го участка Левобережного (затем Комсомольского) района промышленного и гражданского строительства. В дальнейшем он трудился на должностях заместителя главного инженера, начальника ПТО района ПГС (1955—1957), главным инженером района № 6 (1957—1958). За строительство Куйбышевской ГЭС был награждён первым орденом Ленина. Быстрый карьерный рост на КГС был не был редкостью, тогдашний руководитель Куйбышегидростроя Иван Комзин хорошо разбирался в людях и активно продвигал молодых и перспективных сотрудников на руководящие должности. В дальнейшем Семизоров работал инженером СМУ-3 Куйбышевгидростроя (1958—1959) начальником СМУ-3. Наконец, спустя 12 лет после начала карьеры Николай Семизоров стал начальником всего управления Куйбышевгидрострой.
Под руководством Николая Семизорова специалисты Куйбышевгидростроя возводили города Тольятти, Жигулёвск и заводы ВЦМ, Трансформатор, ВАЗ, ТоАЗ, СК, Куйбышевазот, Фосфор, Тольяттинскую и Новокуйбышевскую ТЭЦ, ТЭЦ ВАЗа, Оренбургский газоперерабатывающий завод, животноводческий комплекс Поволжский, Жигулёвскую и Тольяттинскую птицефабрики, ДСК-1, ДСК-2, Костромской ДСК, Оренбургский завод комплексных распределительных устройств.
На возведении Автограда опробовались и внедрялись самые современные методы. Семизоров активно внедрял в управленческую практику новые методики менеджмента. установил жесткую специализацию трестов: одни возводили только «нулевой цикл» объектов, другие занимались монтажом, третьи — отделочными работами. Одни специализировались на жилье, другие на строительстве предприятий и объектов инфраструктуры. Поощрялось изобретательство и рационализаторство, внедрялись сетевые графики, позволявшие организовать строительство максимальными темпами.
Автозавод был построен в кратчайшие сроки. В такие же крайне сжатые сроки строились целые квартала и улицы Тольятти, что позволило обойтись городу без времянок, бараков и множества общежитий, предлагая постоянно прибывающим специалистам автозавода сразу новое постоянное жилье, на чём в министерстве настоял Семизоров. В короткие сроки монтировались целые улицы и кварталы, десятки школ и детских садов, а также уникальные объекты: Дворец спорта, кинотеатр «Сатурн», торговые центры.
Член КПСС с 1953 года.
Избирался членом Куйбышевского обкома КПСС, членом бюро Тольяттинского горкома КПСС, депутатом Тольяттинского горсовета, Куйбышевского областного Совета, Верховного совета РСФСР 7—11-го созывов (1967—1990), делегат 23, 24, 25, 26 съездов КПСС.

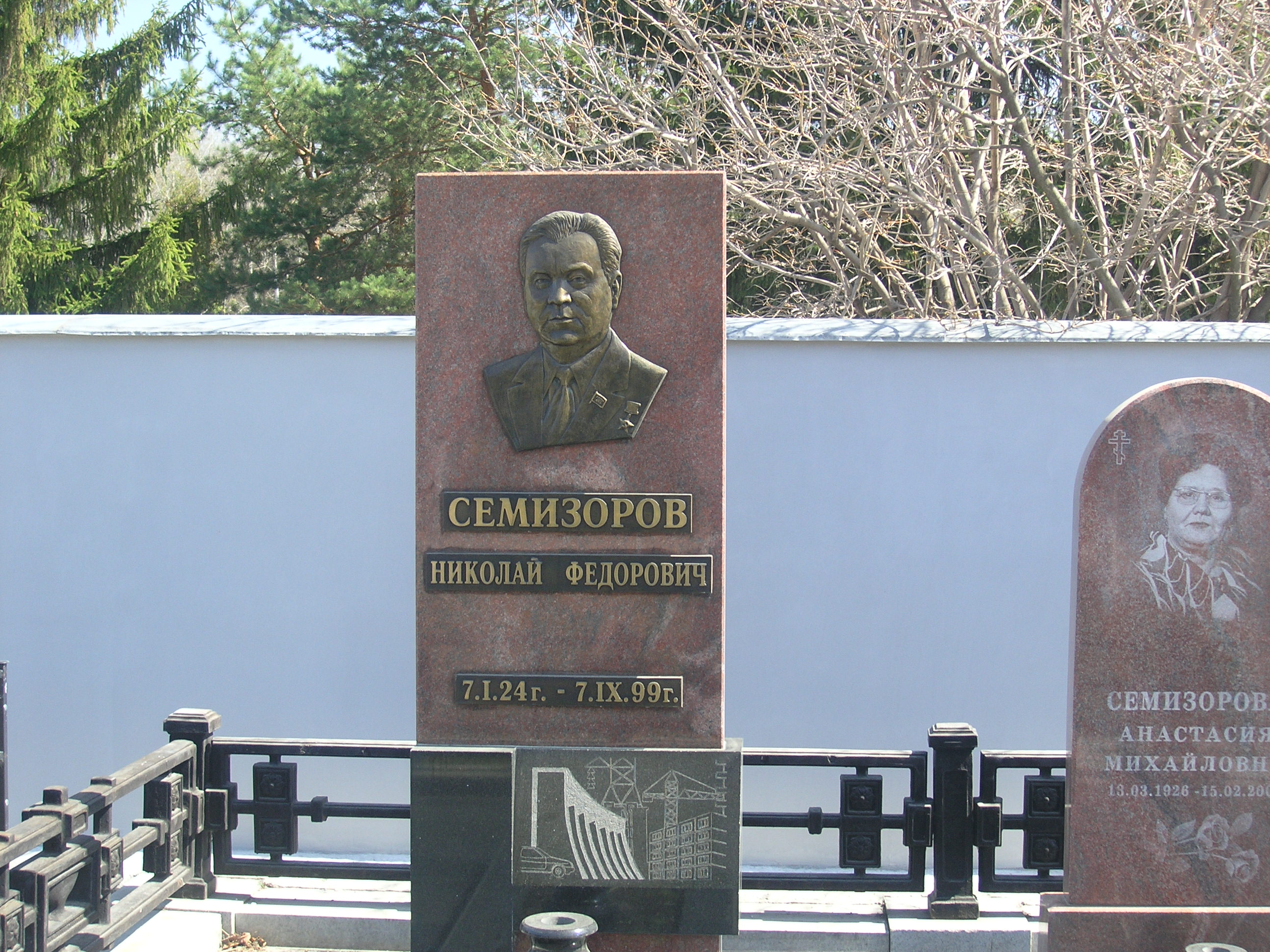
Могила Н. Ф. Семизорова

С 11 мая 1987 года на пенсии.

### На пенсии
После распада СССР Николай Фёдорович лишился персональной республиканской пенсии, после распада Куйбышевгидростроя всякой поддержки от предприятия, много болел, перенёс несколько инфарктов, нуждался материально. В середине 1990-х руководители организаций, возникших на месте КГС, попытались оказать ему материальную поддержку, но тот принципиально отказался, заявляя, что в подобном ему положении находятся все ветераны Куйбышевгидростроя. В 1997 году возникла идея создания специального фонда, в который различные организации могли бы перечислять деньги, которые пошли бы на оказание материальной поддержки ветеранам Куйбышевгидростроя, а также проведение городского праздника — Дня строителя. Николай Семизоров стал одним из организаторов и учредителей этого фонда. Он долго из щепетильности не соглашался давать фонду своё имя, но его убедили в том, что только если фонд будет носить имя Николая Семизорова, он сможет собирать сколь-нибудь серьёзные средства.
Сперва деятельность фонда заключалась в том, что Николай Фёдорович лично ездил по различным предприятиям, встречался с руководителями, объяснял ситуацию, просил деньги, ему не отказывали. Фонд поддержало руководство Куйбышевазота, «Фосфора», Тольяттиазота, АВТОВАЗа, ТЭЦ ВАЗа, Волжской ГЭС и других местных предприятий. К Семизорову стали обращаться за помощью ветераны КГС, многих из которых он знал лично по совместной работе. Просили денег на лекарства, лечение, похороны, просто на еду и одежду. Фонд оказывал адресную поддержку нуждающимся, для ветеранов КГС организовывались и проводились праздники. Фонду Семизирова также принадлежит идея городского конкурса на лучший завершенный строительством объект, первый конкурс прошёл уже в год появления фонда, в 1997 году. В дальнейшем функция организации конкурса постепенно перешла департаменту по строительству, а имя Николая Семизорова также исчезло из названия конкурса.
Николай Фёдорович Семизоров был женат, воспитал двоих детей, скончался 7 сентября 1999 года после продолжительной болезни, похоронен на Баныкинском кладбище города Тольятти.
После смерти Николая Фёдоровича в память о нём было решено сохранить фонд, который действует и в настоящее время, занимается организацией и проведением конкурсов на лучшие проекты по разработке новейших строительных технологий.

## Награды
- Указом Президиума Верховного Совета СССР от 20 апреля 1971 года за особые заслуги в выполнении заданий 8-го пятилетнего плана по развитию энергетики страны Семизорову присвоено звание Героя Социалистического Труда[6].
- Три ордена Ленина (1958, 1966, 1971)[2] — за строительство Куйбышевской ГЭС, химических предприятий г. Тольятти и сдачу 1-й очереди ВАЗа[6].
- Орден Отечественной войны I степени (23.12.1985)[10];
- Заслуженный строитель РСФСР (1975)[6];
- Заслуженный строитель ПНР[8][9];
- За особые заслуги перед городским сообществом решением городского Совета народных депутатов от 17 июня 1981 года № 272/11 Семизорову Николаю Федоровичу было присвоено звание «Почётный гражданин города Тольятти»[6].
- Награждён Почетной грамотой Думы городского округа Тольятти (1999).[11]

## Память

Памятник возле здания «КГС»

- В Тольятти 8 августа 2002 года открыт памятник-бюст Семизорову Н. Ф. (скульптор: Р. И. Боян) перед бывшим зданием управления «Куйбышевгидростроя»[3].
- Городская школа № 16 в Тольятти носит имя Н. Ф. Семизорова[3].
- В 2000 году Федерация бокса Автозаводского района вышла с предложением о проведении I турнира по боксу памяти Н. Ф. Семизорова. 12 сентября 2000 года был организован и проведен I турнир по боксу памяти Н. Ф. Семизорова. На открытие соревнований были приглашены работники «Куйбышевгидростроя», друзья и товарищи Николая Семизорова. С тех пор эти соревнования стали традиционными.
- Постановлением мэра Тольятти в 2005 году на плане застройки города появился бульвар Семизорова, однако изменение планов не позволило воплотить улица в реальности, поэтому в 2015 году именем Николая Семизорова была названа новая, запланированная к застройке улица[12].